# Zespół Szkoły Podstawowej i Przedszkola im. Jana Pawła II w Czechach
Zespół Szkoły Podstawowej i Przedszkola w Czechach im. Jana Pawła II – zespół szkół w województwie łódzkim, w gminie Zduńska Wola.

## Historia[1]
Pierwsza szkoła podstawowa powstała w 1917 r. jako placówka prywatna. Mieściła się ona w jednoizbowym budynku. Rok później, czyli w 1918 szkoła otrzymała prawa publiczne od władz polskich, a w 1919 została przeniesiona do wynajmowanego dwuizbowego budynku. Funkcjonowała tak jako 7-letnia szkoła rozwojowa we wsi Czechy. Działalność placówki została zawieszona na w latach 1939–1945. W 1962 r. rozpoczęła się budowa nowego budynku. Budynek został oddany do działania już w 1963 r. W 1999 r. została oddana do użytku nowa sala gimnastyczna, a w 2003 r. został dobudowany nowoczesny budynek gimnazjum. W 2009 r. przedszkole mieszczące się w budynku szkoły podstawowej, zostało przeniesione do nowo wybudowanego budynku w kompleksie.
Na terenie szkoły mieści się arboretum oraz kompleks sportowy Orlik 2012, oddany do użytkowania w 2010 r.
W 2005 r. szkoła otrzymała imię Jana Pawła II.
Absolwentem szkoły jest Marcel Jarosławski (ur. 1987), polski paraolimpijczyk w skoku wzwyż oraz członek polskiego komitetu paraolimpijskiego.